# Nemoraea miranda
Nemoraea miranda är en tvåvingeart som beskrevs av Villeneuve 1916. Nemoraea miranda ingår i släktet Nemoraea och familjen parasitflugor. Inga underarter finns listade i Catalogue of Life.